# Distretto di Chibuto
Il distretto di Chibuto è un distretto del Mozambico, facente parte della Provincia di Gaza.

## Suddivisioni amministrative
Il distretto è suddiviso in sei sottodistretti amministrativi (posti amministrativi):
- Chibuto
- Alto Changane
- Godide
- Malehice
- Chaimite
- Changanine